# Can Noguer (el Torn)
Can Noguer és una masia a mig camí del poble del Torn, al Santuari de Nostra Senyora del Collell a la Garrotxa. És de planta rectangular amb un ampli teulat a dues aigües i els vessants vers les façanes laterals. Disposa de baixos, amb una àmplia porta adovellada, descentrada, situada cap al costat del llevant per tal de poder bastir l'escala amb revoltó de mig punt per pujar directament des de l'exterior a la planta d'habitatge. Aquesta disposa de petites obertures. Les golfes eren utilitzades com a graner i conserven dos petits badius de ventilació. Can Noguer va ésser bastida amb pedra petita del país, llevat dels carreus ben tallats que s'empraren per fer les obertures i els cantoners. El mas està voltat de diverses cabanes i pallisses.